# Епоха вікінгів у Норвегії
Епоха вікінгів у Норвегії припадає на період приблизно з VII по ХІ століття. Вони вплинули на культуру, історію та розвиток не лише Норвегії, але й інших країн Європи.
Під час цього періоду норвезькі вікінги були частиною скандинавських морських воїнів. Вони плавали на своїх довгих дракарах (військових кораблях) по річках та морях, завойовуючи нові території та встановлюючи торгові контакти з іншими народами.
Норвезькі вікінги були відомі своєю військовою вправністю, сміливістю та досконалими навичками в мореплавстві. Вони здійснювали набіги на узбережжя Європи, включаючи Британію, Францію та Іспанію, а також долали великі відстані до Ісландії, Гренландії, Русі та навіть Північної Америки. Вони відіграли важливу роль у формуванні скандинавського світу та вплинули на подальший розвиток Європи.

## Уклад життя та господарство
Рибальство, мисливство та землеробство було основним заняттям мешканців Скандинавського півострова. На заході норвезьких земель в епоху вікінгів активно видобували мильний камінь, виробляли товари для власного вжитку та на експорт. Доволі прибутковим був хутровий промисел, а в X ст. н. е.він був ще й з основних джерел обміну на предмети. Норвегія мала тісні торговельні стосунки з Данією. У IX ст. заможні вожді Галогаланду, північної провінції Норвегії, брали данину з фіно-угорського лапського населення шкірою, моржовою кісткою, одягом з моржової шкіри, пір'ям. Західна та Південна Норвегія експортували тріску, шкіру, дерево, оселедця. Комунікація між норвежцями та шведами йшла двома шляхами — на півдні з норвезького Віку до шведської провінції Йотланд, та з Вінгеру через ліс Ейдаскуг до шведської провінції Вермланд, а на півночі — через прикордонну провінцію Ємтланд. Значні торговельні осередки виникли за допомогою місцевої знаті та іноземних купців. У Норвегії — це був Каупанґ у Вестфольді. В цих торговельних місцях існували резиденції місцевих конунгів. Після занепаду старих центрів в Хедебю, з'являються міста нового типу — Тронгейм і Осло у Норвегії.

### Суспільний лад
На територіях Скандинавії почали з'являтися осередки її адміністрації. На території Данії сісель, у Середній Швеції — гундаре, у Норвегії — фюльке (fylke). Спільноти у скандинавських країнах в ті часи були дуже подібними. Найвпливовіші соціальні категорії були вільні господарі — бонди, які володіли успадкованими від своїх батьків господарствами. Близькі родичі та піддані утворювали клани, вирішували внутрішні справи, та й брали активну участь у торгівлі та військових походах. Інтереси впливових скандинавів захищали на народних зборах — тінгах, найдавнішим є норвезькі закони Гулатінга. Місцева знать Норвегії гольди, ярли та конунги, збирали данину з володінь та утримували за ці кошти військову дружину. Легендарні традиції, збережені у «Cага про Інглінгів» та «Сага про Скйольдунгів». Вони пов'язують найвисокородніших королів Норвегії та Швеції з династією Інглінгів.
Поширення християнства у західній частині Норвегії пов'язано з ім'ям Конунга Олафа I Трюггвасона в (995—1000 рр.), а хрещення внутрішніх та східних районів Норвегії відбулося за Олафом II Гаральдссоном в (1015—1030 рр.). Пізніше була поширена місіонерська діяльність англійських, німецьких, грецьких священників. З християнством постає і книжна культура. У Західну Норвегію з Британських островів проникає, нова форма дерев'яної архітектури, яка прийшла разом з новою релігією. Християнські місіонери приносять із собою досвід та навички європейських архітекторів. Раніше скандинавські столяри побудували дракар, то з цього часу вони почали будувати церкви з дерева (ставкірка).

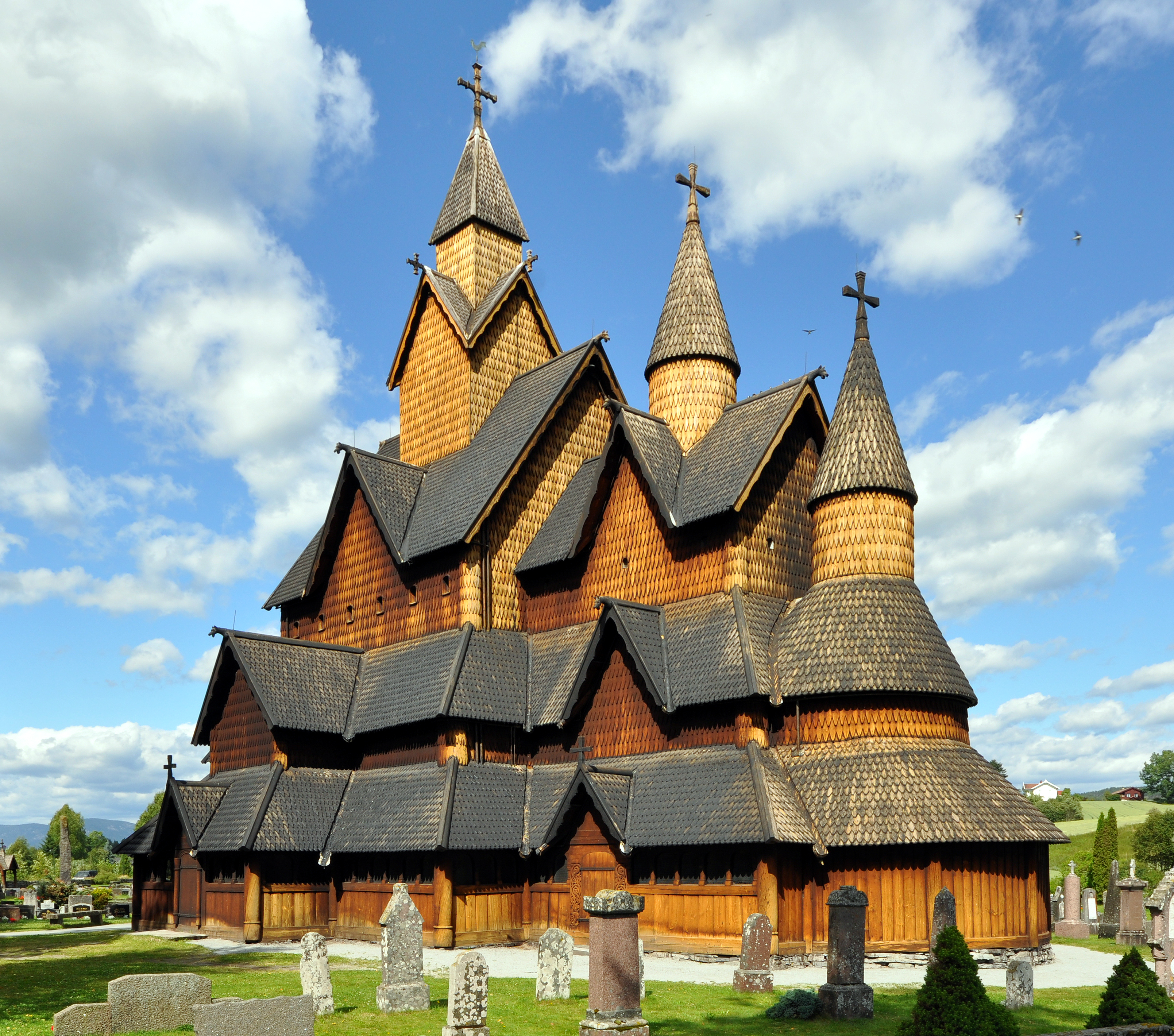
Ставкірка в Геддалі.
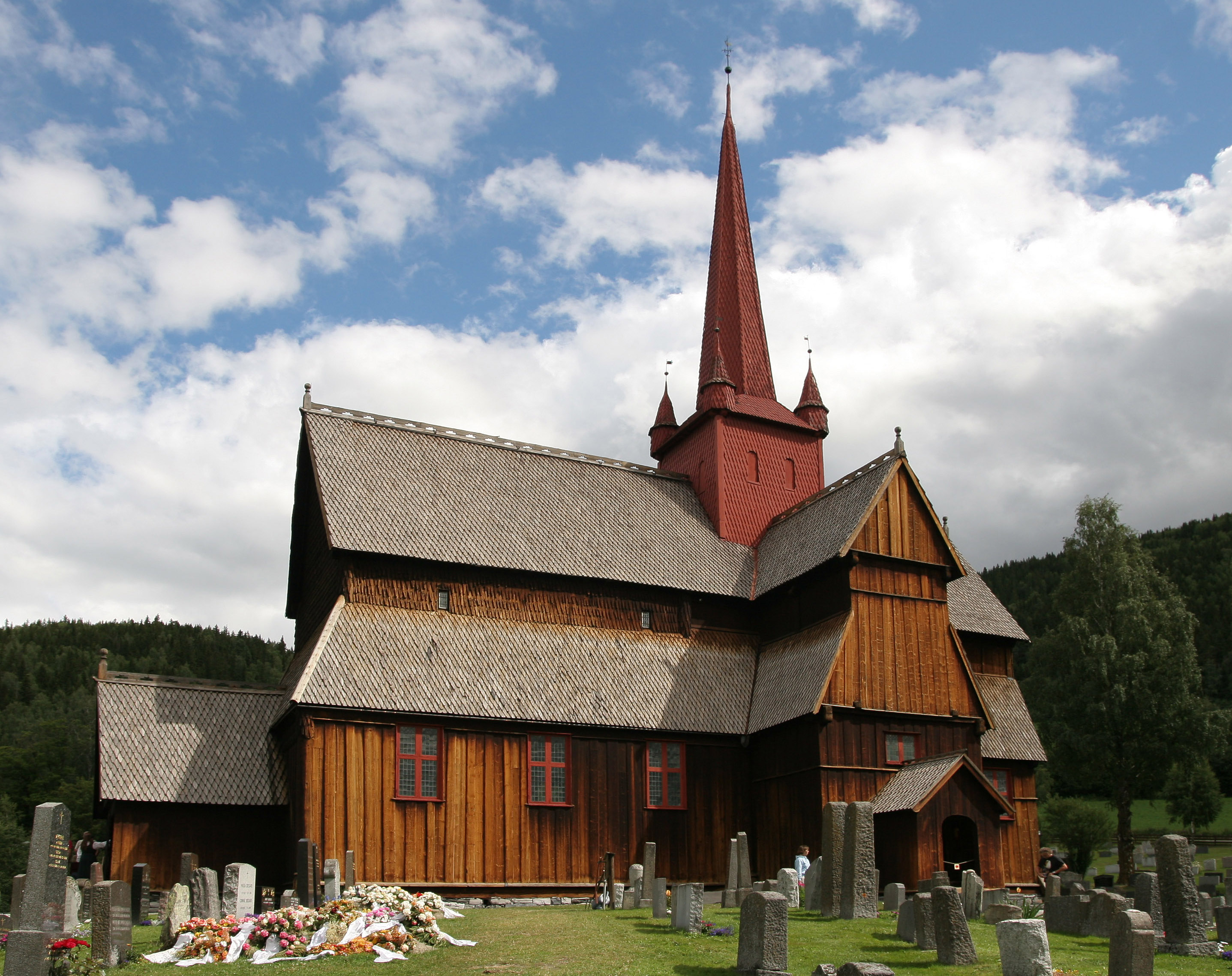
Ставкірка в Рінгебу.
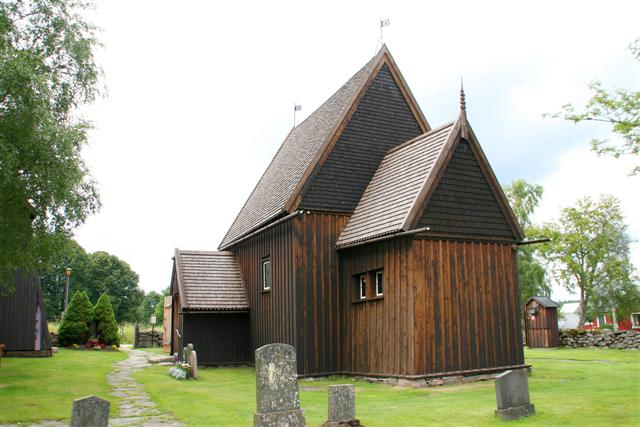
Ставкірка Хедареда, Швеція.

### Норвезьке королівство епохи вікінгів
Єдність держави започаткував король Гаральд I в ІХ сторіччі. Його зусилля, спрямовані на злуку дрібних норвезьких королівств, у підсумку дали першу відому в історії норвезьку центральну владу. Однак незабаром країна роздробилася. Знову в єдине ціле її було зібрано в першій половині XI ст.
Деякі з відомих королів Норвезького королівства в епоху вікінгів були:
- Гаральд I (Harald Fairhair) — вважається першим королем Норвегії, який об'єднав країну під своїм правлінням у 872 році.

- Ейрік I Кривава Сокира Кровавий та Ейрік II Кровавий (933—934) — батько та син, які також були королями Норвегії в епоху вікінгів.
- Гокон I Добрий (934—961) — вікінг який замолоду жив у Англії. Не сильно утискав народ. За це він отримав прізвисько «Добрий».
- Гаральд II Сірий (961—970)
- Гокон II (970—995)
- Олаф I Трюггвасон (Olaf Tryggvason) (995—1000) — король, який грав важливу роль у поширенні християнства в Норвегії.
- Свен I Норвезький (1000—1015)
- Олаф II Святий (Olaf II Haraldsson) (1015—1028) — відомий як святий Олаф, який також допоміг у християнізації Норвегії.
- Кнут Великий (1028—1035) — король Англії з 1016 року, Данії з 1018 року і Норвегії з 1028 року.
- Магнус I Добрий (1035—1047)
- Харальд III Суворий, Гаральд Сміливий (1046—1066) — король, який відомий заснуванням Осло та шлюбом з руською принцесою Єлизаветою Ярославною.

Ці королі відіграли значущу роль у формуванні Норвезького королівства в епоху вікінгів.

### Археологічні знахідки епохи вікінгів у Норвегії
Знахідки епохи вікінгів, знайдені в Норвегії, містять різноманітні артефакти, поховання, поселення та інші археологічні знахідки. Деякі з найцікавіших знахідок містять вікінгські кораблі, які були викопані та відновлені, поселення, зброю, прикраси, монети та інші предмети побуту.
Однією з найвідоміших знахідок є поховальний корабель в Усеберзі, де були знайдені кораблель вікінгів, розкішні предмети та поховання двох жінок. Ця знахідка дала важливі уявлення про культуру вікінгів та релігійні вірування. Інші знахідки містять вікінгські поселення, такі як Борг у Лофотенах, де були знайдені залишки великого вікінгського поселення з дерев'яними будівлями, ремісництвом та торгівлею. Усі ці знахідки допомагають вивчати і розуміти життя та культуру вікінгів в Норвегії.

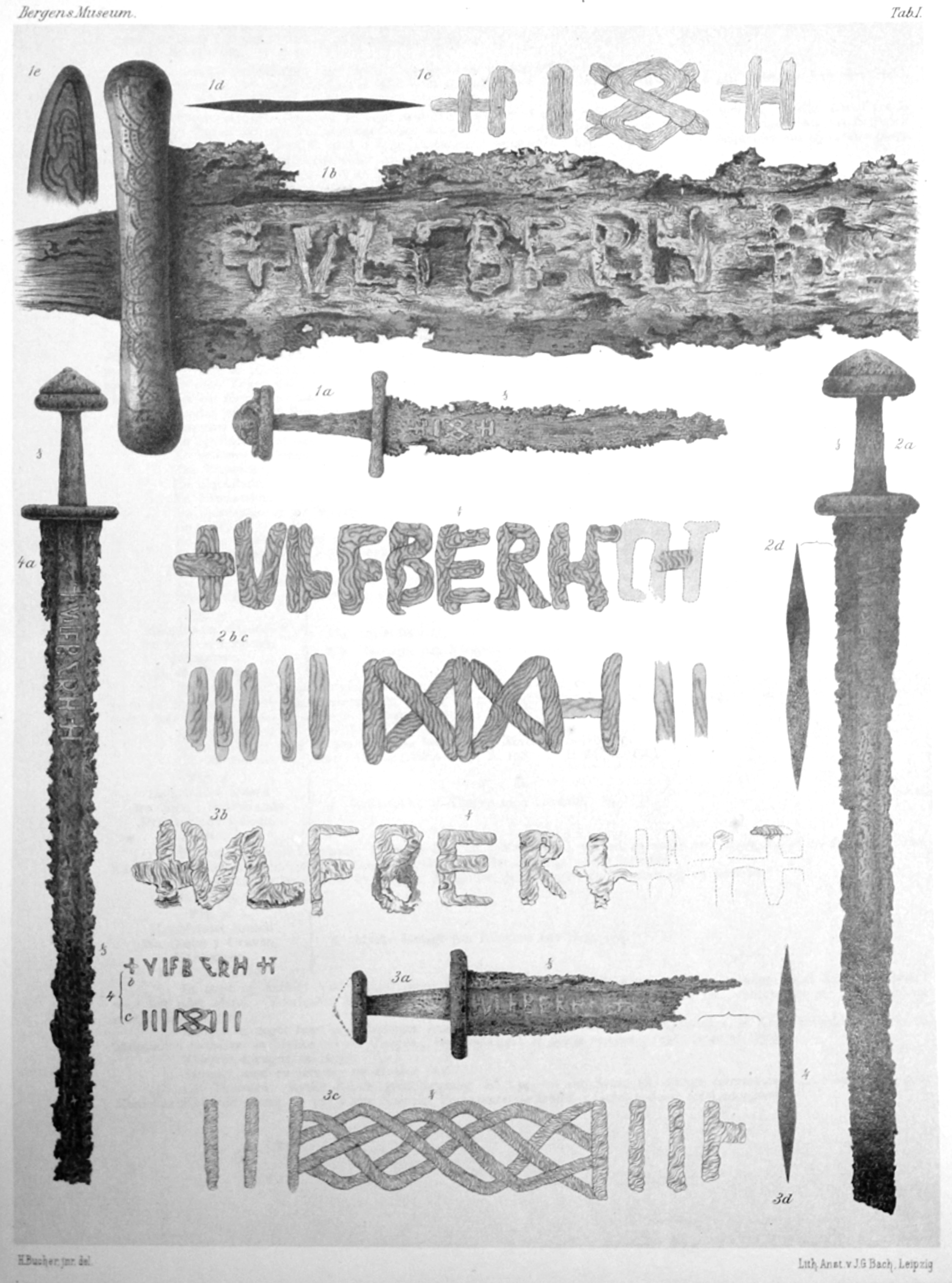
Чотири мечі Ulfberht знайдені в Норвегії (зображення Lorange 1889)
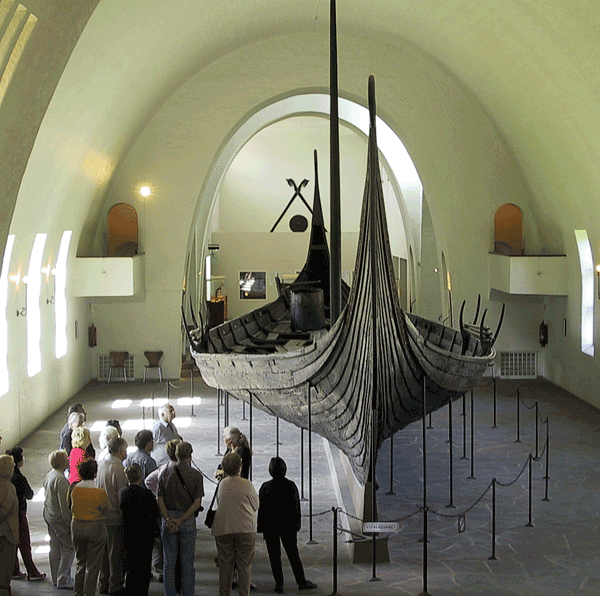
Усебергзький корабель вікінгів

### Монографії
- Андрощук Ф. О. Гаральд Суворий — останній вікінг. — Київ: Laurus, 2020.
- Андрощук Ф. О. Images of Power, Byzantium and Nordic Coinage c. 995-1035. — Kyiv-Paris: 2016.